# Music Box Theatre
Le Music Box Theatre est un théâtre de Broadway situé au 239 West 45th Street (George Abbott Way) à Midtown Manhattan, à New York. 

## Histoire
Le Music Box Theatre a été conçu par l'architecte C. Howard Crane et construit spécifiquement pour abriter la Music Box Revue d'Irving Berlin et de Sam H. Harris. Il a ouvert ses portes en 1921 et a accueilli une nouvelle production musicale chaque année jusqu'en 1925, date à laquelle il a présenté sa première pièce, Cradle Snatchers, avec Humphrey Bogart. L'année suivante, Chicago, la pièce de Maurine Dallas Watkins qui a servi de base à la comédie musicale, y a eu sa première. Il a abrité une série de succès pour l'équipe de dramaturges George S. Kaufman et Moss Hart, depuis leur première collaboration, Once in a Lifetime à leur pièce The Man Who Came to Dinner. Cole Porter et George et Ira Gershwin y ont également présenté des spectacles. 
Dans les années 1950, le dramaturge William Inge a eu du succès à la Music Box avec Picnic, Bus Stop et The Dark at the Top of the Stairs. 
Le Music Box, l'un des plus petits théâtres de Broadway avec une capacité de 984 places assises, était détenu en copropriété par la succession du Berlin's estate et l'Organisation Shubert jusqu'à ce que cette dernière en devienne la pleine propriété en 2007. Ses sièges sont inhabituellement grands et ronds, et Dame Edna les a décrits comme des "cendriers". Le hall comprend une plaquette et une exposition murale commémorant l'histoire du théâtre.

## Autres productions notables
- 1931 : Of Thee I Sing
- 1932 : Dinner at Eight
- 1933 : As Thousands Cheer
- 1934 : Merrily We Roll Along
- 1935 : 
  - Rain
  - Ceiling Zero
  - If This Be Treason
  - Pride and Prejudice (Orgueil et Préjugés)
  - First Lady
- 1936 : Stage Door
- 1937 : Des souris et des hommes (Of Mice and Men)
- 1944 : I Remember Mama
- 1948 : Summer and Smoke
- 1949 : Lost in the Stars
- 1956 : Une Cadillac en or massif
- 1956 : Separate Tables
- 1959 : Five Finger Exercise
- 1964 : Any Wednesday
- 1966 : Wait Until Dark (en)
- 1967 : The Homecoming
- 1970 : Le Limier (Sleuth)
- 1974 : Absurd Person Singular
- 1977 : Side by Side by Sondheim
- 1978 : Deathtrap
- 1982 : Agnes of God
- 1987 : Les Liaisons dangereuses
- 1989 : A Few Good Men
- 1993 : Blood Brothers
- 1996 : State Fair
- 1997 : Le Journal d'Anne Frank (The Diary of Anne Frank)
- 1999 : 
  - Closer
  - Amadeus
- 2000 : The Dinner Party
- 2002 : Fortune's Fool
- 2003 : Cat on a Hot Tin Roof
- 2005 : In My Life
- 2006 : Festen ; The Vertical Hour
- 2007 :   
  - Deuce
  - The Farnsworth Invention
- 2008 : August: Osage County
- 2009 : Superior Donuts
- 2010 : Lend Me a Tenor ; La Bête
- 2011 :  
  - Jerusalem
  - Les Amants terribles (Private Lives)
- 2012 : Shatner's World : We Just Live in It ; One Man, Two Guvnors ; Dead Accounts
- 2013 : Pippin
- 2015 : The Heidi Chronicles, King Charles III
- 2016 : Shuffle Along, or, the Making of the Musical Sensation of 1921 and All That Followed ; Dear Evan Hansen
- 2017—présent : Dear Evan Hansen